# Первинна публічна пропозиція
Перви́нна публі́чна пропози́ція (англ. Initial Public Offering, IPO) — перший публічний продаж акцій (чи інших цінних паперів) приватної компанії, зокрема у формі продажу депозитарних розписок на акції. Продаж акцій може здійснюватися як шляхом розміщення додаткового випуску акцій шляхом відкритої підписки, так і шляхом публічного продажу акцій існуючого випуску акціонерами приватної компанії. 
Основною метою проведення IPO є отримання так званого «засновницького прибутку» — прибутку, отримуваного засновниками акціонерних товариств у вигляді різниці між сумою від продажу випущених акцій і капіталом, дійсно вкладеним ними в акціонерне підприємство.

## Методи проведення IPO
Існує три поширених методи проведення IPO: 
- Метод фіксованої ціни (відкрита пропозиція): при проведенні IPO за методом відкритої публічної пропозиції ціна акцій визначається заздалегідь. При цьому методі існує період збору заявок, протягом якого інвестиційний банк збирає заявки на акції компанії. Збір заявок продовжується доти, поки не будуть зібрані заявки на всі пропоновані на продаж акції компанії, або ж емітент не скасує розміщення акцій. Цей метод є досить поширеним за межами США, однак застосовується все рідше, особливо на більших і активних ринках;
- Метод аукціону: є найпоширенішим способом продажу урядових облігацій, а також часто застосовується при приватизації, однак для проведення первинного розміщення акцій використовується відносно рідко. Аукціони часто приводять до "недопродажу" акцій компанії, що є основним їхнім недоліком. З точки зору ціноутворення, аукціони можуть бути оптимальні в разі, коли існує значна кількість інформації про компанію і ця інформація широко поширена серед великої кількості розрізнених інвесторів. Тому аукціони часто вибираються для приватизації відомих компаній у галузях, які добре вивчені і зрозумілі інвесторам, мають велику кількість співробітників і значну клієнтську базу.
- Метод формування книги заявок: основна відмінність методу формування книги заявок полягає в тому, що цей метод дає андеррайтеру (сторона, яка гарантує емітенту виручку від продажу випуску цінних паперів, зазвичай як андеррайтер виступає інвестиційний банк) повний контроль над розподілом акцій компанії серед потенційних інвесторів. Процес формування книги заявок починається з оголошення діапазону ціни (Price Range), який носить попередній характер, і часто остаточна ціна може встановлюватись за межами початкового інтервалу.

Згідно з формальною процедурою збору заявок, інвестиційні банкіри пропонують інституціональним інвесторам "висловити інтерес" в акціях компанії. Як показник інтересу виступає заявка (Bid) на певну кількість акцій компанії. Також потенційні інвестори можуть вказати максимальну ціну, яку вони готові заплатити за акцію (Limit Price). Час формування книги заявок в середньому займає два місяці, але іноді може затягнутися до чотирьох місяців. Книга містить заявку (Bid) кожного потенційного інвестора, назву даного інвестора, кількість необхідних акцій та максимальну ціну (Limit Price). У ній також відзнаки дата внесення заявки і дата всіх наступних переглядів заявки. 
Існує три типи заявок: 
- Проста заявка (Strike Bid) на купівлю певної кількості акцій незалежно від остаточної ціни акцій;
- Заявка із зазначенням максимальної ціни (Limit Bid), в тому випадку, коли інвестор вказує максимальну ціну, за якою він готовий купити акції;
- Ступінчаста заявка (Step Bid), в якій вказується кількість акцій у залежності від рівня цін.

Існують також «гібридні» методи проведення IPO, при яких для продажу різних траншей акцій використовуються певні методи: аукціон / відкрита пропозиція; аукціон / формування книги заявок; формування книги заявок / відкрита пропозиція (найпоширеніший спосіб).

## Основні етапи проведення IPO (по методу формування книги заявок)
Процес випуску акцій можна умовно розділити на шість етапів. Деталі і конкретні терміни різних етапів можуть змінюватися, однак сама структура процесу залишається постійною. 
1. Довгострокова підготовка компанії до IPO. Приблизно за два роки до виходу на публічний ринок, компанія повинна почати виконувати основні вимоги, що пред'являються до публічних компаній, — розробити бізнес-план і регулярно готувати фінансову звітність.
2. Формування команди для проведення IPO і загальні збори. На цьому етапі компанія повинна вибрати провідний інвестиційний банк, юридичну фірму та аудитора. Інвестиційний банк буде виступати основним радником емітента та здійснювати функції андеррайтера. За шість-вісім тижнів до офіційної реєстрації в Комісії з цінних паперів проводиться загальні збори, на якому складається план-графік IPO, і розподіляються обов'язки членів команди. Процес IPO офіційно починається з загальних зборів.
3. Розробка проспекту емісії. Попередній проспект є основним маркетинговим інструментом і має містити всю необхідну інвесторам інформацію про компанію. Як правило, він включає фінансову звітність за останні п'ять років, опис цільового ринку компанії, конкурентів, стратегії розвитку, команди менеджерів тощо. Одночасно андеррайтери приступають до вивчення діяльності компанії, ретельного аналізу всіх відомостей, які будуть внесені або згадані в "комфортних листах" аудиторів та юридичних консультантів, що направляються андеррайтеру.
 Попередня версія проспекту друкується і подається для перевірки до Комісії з цінних паперів. Провідний андеррайтер підбирає інвестиційний синдикат, який допоможе розподілити акції компанії серед інвесторів. Попередній проспект розсилається інституціональним інвесторам.
4. «Дорожнє шоу». Одночасно починається "дорожнє шоу" (Road Show), тобто відвідування зборів інвесторів у різних містах і презентація компанії великим інвесторам (фондам, страховим компаніям, банкам, фізичним особам). Мета цього заходу — переконати потенційних інвесторів купити акції компанії.
 Його тривалість становить три-чотири тижні і включає по дві зустрічі щодня керівництва компанії з інвесторами. Це найважливіша частина підготовки виходу на ринок. У міру проведення «дорожнього шоу» андеррайтери починають формувати книгу заявок.
 По закінченні «дорожнього шоу» керівництво компанії зустрічається з інвестиційними банкірами для узгодження остаточного обсягу випуску і ціни акцій ("ціна пропозиції"). Ціна та обсяг вибираються залежно від очікуваного попиту на акції компанії. Після узгодження остаточної вартості пропозиції та розміру емісії, друкується фінальна версія проспекту і цінова поправка (Price Amendment). Далі, у разі її схвалення, починається розподіл акцій серед інвесторів.
5. Початок торгівлі акціями компанії. Після узгодження ціни акцій і не раніше, ніж через два дні після випуску остаточної версії проспекту компанії, оголошується про набуття IPO чинності (зазвичай після закриття торгів). Певна кількість акцій компанії розподіляється між членами інвестиційного синдикату, брокерами та їхніми клієнтами. Торгівля акціями компанії на біржі починається наступного дня після оголошення IPO. Провідний андеррайтер відповідає за організацію гладкої торгівлі та забезпечення цінової стабілізації акцій компанії.
6. Завершення операції. Угода з андеррайтингу (діяльність інвестиційних посередників з гарантованого випуску цінних паперів на первинному ринку) вважається завершеною, коли компанія передає свої акції андеррайтеру, а він переводить отримані гроші на рахунок компанії (звичайно через три дні). Через сім днів після дебюту компанії IPO оголошується таким, що відбувся. Через 25 днів з моменту початку торгівлі закінчується так званий "період мовчання".

Тільки після закінчення цього періоду андеррайтер та інші члени синдикату можуть робити публічні прогнози і визначати вартість компанії, а також давати рекомендації інвесторам щодо купівлі акцій компанії.

## Інвестиції в IPO в Україні
Щоб інвестувати в закордонні IPO, необхідно бути резидентом даної країни, а також володіти значним капіталом. Водночас в останні роки стали популярними компанії зі сфери фінансових технологій, які спеціалізуються на інвестиціях, включно в IPO. Перевагою цих сервісів є низька мінімальна сума інвестиції та можливість для громадян України інвестувати в IPO, наприклад, американської компанії. В Україні подібні послуги доступу до IPO надають, такі компанії, як United Traders (мінімальна сума інвестиції - $500). Для великих інвесторів подібний сервіс надають компанії Exante (мінімум - 10000 євро) та Interactive Brokers (мінімум $100000).

## IPO українських товариств
IPO здійснили наступні українські холдинги.
| Товариство                     | Рік  | Майданчик                                                                       |
| ------------------------------ | ---- | ------------------------------------------------------------------------------- |
| XXI Century                    | 2005 | майданчик Альтернативного інвестиційного ринку (AIM) Лондонської фондової біржі |
| Astarta Holding                | 2006 | Варшавська фондова біржа (ВФБ)                                                  |
| Kernel                         | 2007 | ВФБ                                                                             |
| KDD Group                      | 2007 | AIM                                                                             |
| Миронівський хлібопродукт      | 2008 | основний майданчик Лондонської фондової біржі                                   |
| Авангард                       | 2010 | Лондонська фондова біржа                                                        |
| Індустріальна молочна компанія | 2011 | ВФБ                                                                             |
| KDM Shipping Public Ltd.       | 2012 | ВФБ                                                                             |

IPO для українських акціонерних товариств пов'язане з наступними викликами.
- Вартість розміщення акцій, включаючи оплату роботи інвестиційних банкірів, аудиторів, юристів і платежі регулятору становить 1,5—2 млн євро.
- Потрібно щонайменше 3 роки звітності за стандартами МСФЗ.
- Строки підготовки 5—6 місяців.
- Пошук і найм незалежних директорів з визнано репутацією у відповідному секторі.
- Відповідність вимогам корпоративного управління як у Лондоні, так і в Україні.